# Olof Åkerman
Olof Åkerman, född 16 november 1757 i Stockholm, död där 9 augusti 1806, var en svensk gravör och ciselör.
Han var son till Andreas Åkerman och Anna Christina Österberg samt bror till Andreas Åkerman. Han blev student vid Uppsala universitet 1767 och utbildades i gravyr av sin far och efter faderns död flyttade han till Stockholm där han fortsatte sin utbildning för Carl Fredrik Östedt.